# Лукаш Косцелецький
Лукаш Косцелецький (пол. Łukasz Kościelecki; 10 липня 1539 — 26 липня 1597) — релігійний і державний діяч Речі Посполитої, абат любінський (1570), єпископ Перемишльський (1575—1577) і Познанський (1577—1597). Член Ордена св. Бенедикта.

## Біографія
Представник польського шляхетського роду Косцелецьких герба «Огоньчик». Син іновроцлавського, бжесць-куявського та ленчицького воєводи Яна Януша Косцелецького (1490—1545) від другого шлюбу з Катажиною Ксиньскою. Брати — Станіслав, Анджей, Станіслав і Ян Януш.
У 1570 році Лукаш Косцелецький був призначений абатом у Любіні. 5 грудня 1575 року був обраний на посаду єпископа Перемишльського, але продовжував проживати в Любіні. 4 березня 1577 року Лукаш Косцелецький був призначений єпископом Познанським, вступив на посаду 6 травня 1577 року. Під час свого перебування на посаді єпископа провів чотири синоди в Познанській дієцезії. Прагнув ліквідувати наслідки Реформації в Речі Посполитої.